# Appenhagen
Appenhagen ist ein Ortsteil von Morsbach im Oberbergischen Kreis im südlichen Nordrhein-Westfalen innerhalb des Regierungsbezirks Köln.

## Lage und Beschreibung
Appenhagen liegt in ländlicher, waldreicher Umgebung am südlichsten Zipfel des Oberbergischen Kreises. Die Städte Gummersbach (38 km), Siegen (50 km) sowie Köln (75 km) sind rasch zu erreichen.

## Geschichte

### Erstnennung
1439 wurde der Ort das erste Mal urkundlich erwähnt und zwar "Tausch von Hörigen in Appenhaen und Morsbach zwischen Sayn und Berg." 
Die Schreibweise der Erstnennung war Appenhaen.

## Freizeit

### Vereinswesen
- Dorfgemeinschaft Appenhagen e. V.

## Bus- und Bahnverbindungen

### Linienbus
Haltestelle: Appenhagen
- 340 Waldbröl - Morsbach  (OVAG)